# ジャンプフェスタ

ロゴタイプ

ジャンプフェスタとは、集英社の雑誌『週刊少年ジャンプ』、『Vジャンプ』、『ジャンプスクエア』（ジャンプフェスタ2007までは月刊少年ジャンプ）、『最強ジャンプ』（ジャンプフェスタ2012から）主催のジャンプ4誌合同イベント。略称は｢Jフェス｣。

## 概要
1999年からスタートし、毎年12月第3週の土日に幕張メッセにて開催される。開催直後は毎年8万から10万人を動員していたが、年々動員数が増え、近年では20万人弱で動員している。初回会場は、東京ビッグサイトであった。
ジャンプ系の漫画のグッズを先行／限定発売する「オリジナルグッズ販売ゾーン」、『週刊少年ジャンプ』の世界が体験できる「ジャンプ体感ワールド」、原画やサイン色紙の展示を行う「ジャンプ原画ワールド」、アニメ化された作品に出演する声優などが出演する「ジャンプスーパーステージ」、ジャンプ漫画の世界観をモチーフにした飲食物を売っている「ジャンプ屋台村」などがある。また、ジャンプ漫画のライセンス社のブース（メーカーブース）が毎年20ブース以上も出展される。「コスプレ撮影許可エリア」にはコスプレイヤーも多くいるが、イベントの関係上、コスプレはほぼジャンプ系の作品に限られる。
「オリジナルグッズ販売ゾーン」など発売された先行販売グッズは、後にジャンプショップで販売される場合がある。
後に後述する2020年以降は新型コロナウイルスの影響により、ジャンプフェスタのアプリの運用を開始する他、毎年開催される幕張メッセに行かなくてもオリジナルグッズをオンラインショップで期間限定に購入できるようになった。
ジャンプフェスタ20××と、年号表記が入るが、年末に行われることから翌年の年号を取り入れている。例をあげると、2010年12月に開催されるジャンプフェスタは「ジャンプフェスタ2011」と表記されている。

## 開催日程と主な展開
ジャンプフェスタ2000
- 開催日：1999年12月18日（土）・19日（日）

初年度のジャンプフェスタ。会場は「東京ビッグサイト」であった。
ジャンプフェスタ2001
- 開催日：2000年12月23日（土）・24日（日）

この年より会場を「幕張メッセ」へ移動。以降幕張メッセで開催されている。
ジャンプフェスタ2002
- 開催日：2001年12月22日（土）・23日（日）

ジャンプフェスタ2003
- 開催日：2002年12月21日（土）・22日（日）

幕張イベントホールにて『ジャンプ・スーパーアニメツアー2002』の東京大会が同時開催された。
ジャンプフェスタ2004
- 開催日：2003年12月20日（土）・21日（日）

幕張イベントホールにて『ジャンプ・スーパーアニメツアー2003』の東京大会が同時開催された。来場者数は2日間で15万8189人。
ジャンプフェスタ2005
- 開催日：2004年12月18日（土）・19日（日）

「集英社ブース」から「ジャンプ体感ワールド」「ジャンプ原画ワールド」という2つのブースに変更。「バザールゾーン」から「オリジナルグッズ販売ゾーン」へと名称変更。同年の「弘前ねぷた」で披露された「ドラゴンボール立ちネプタ」が会場で運行された。また、秋に開催された「ジャンプ検定試験」が19日午後にジャンプフェスタ内でも開催された。来場者数は2日間で15万9264人。
ジャンプフェスタ2006
- 開催日：2005年12月17日（土）・18日（日）

来場者数は2日間で16万1134人。
ジャンプフェスタ2007
- 開催日：2006年12月16日（土）・17日（日）

来場者数は2日間で15万5525人。
ジャンプフェスタ2008
- 開催日：2007年12月22日（土）・23日（日）

「月刊少年ジャンプ」から「ジャンプスクエア」となった最初のジャンプフェスタである。ONE PIECE連載10周年を記念した展開が多く、尾田栄一郎の描いた壁画を見る事ができた。来場者数は2日間で18万7208人。
ジャンプフェスタ2009
- 開催日：2008年12月20日（土）・21日（日）

NARUTO -ナルト-連載10周年を記念した展開が多かった。来場者数は2日間で19万6536人。
ジャンプフェスタ2010
- 開催日：2009年12月19日（土）・20日（日）

ジャンプスーパーステージ（メインステージ）の観覧が応募抽選による完全招待制となる。来場者数は2日間で18万1326人。
ジャンプフェスタ2011
- 開催日：2010年12月18日（土）・19日（日）

BLEACH連載10周年を記念した展開が多かった。来場者数は2日間で16万5625人。
ジャンプフェスタ2012
- 開催日：2011年12月17日（土）・18日（日）

『週刊少年ジャンプ』、『Vジャンプ』、『ジャンプスクエア』、『最強ジャンプ』のジャンプ4誌合同イベントとなる。株式会社ポケモンが“新作”を引っ提げて初出展し、話題を集める。来場者数は2日間で16万3364人。
ジャンプフェスタ2013
- 開催日：2012年12月22日（土）･ 23日（日）

最強ジャンプの連載作品でもある『ビーストサーガ』も初めて出展している。当初『黒子のバスケ』関連イベントも予定されていたが、会場宛に脅迫状が届いたため中止になった。来場者数は2日間で13万3523人。
ジャンプフェスタ2014
- 開催日：2013年12月21日（土）・ 22日（日）

来場者数は2日間で約14万5000人。
ジャンプフェスタ2015
- 開催日：2014年12月20日（土）・ 21日（日）

来場者数は2日間で約15万8000人。
ジャンプフェスタ2016
- 開催日：2015年12月19日（土）・ 20日（日）

ジャンプフェスタ2017
- 開催日：2016年12月17日（土）・ 18日（日）

ジャンプフェスタ2018
- 開催日：2017年12月16日（土）・ 17日（日）

ジャンプフェスタ2019
- 開催日：2018年12月22日（土）・ 23日（日）

ジャンプフェスタ2020
- 開催日：2019年12月21日（土）・ 22日（日）

ジャンプフェスタ2021ONLINE
- 開催日：2020年12月19日（土）・ 20日（日）

ジャンプフェスタ2021は世界規模での新型コロナウイルス感染拡大に伴い、幕張メッセでの開催は中止とし、初のオンラインで12月19日と20日に開催される旨をツイッターにて発表された。
ジャンプフェスタ2022
- 開催日：2021年12月18日（土）・ 19日（日）

ジャンプフェスタ2022からは新型コロナウイルスが収まるまでの間、感染対策として入場できる人数の無制限から情報アプリ「ジャンプフェスタNAVI」をダウンロードし入場チケットを応募することで当選者のみ入場できる完全招待制に制限することによって、2年ぶりの幕張メッセの開催となった。また、専用アプリで入場チケットを応募しない場合や応募して外れた場合でも、前回と同様のオンライン配信として試聴可能になる。
ジャンプフェスタ2023
- 開催日：2022年12月17日（土）・ 18日（日）

※事前応募・完全招待制
ジャンプフェスタ2024
- 開催日：2023年12月16日（土）・ 17日（日）

※事前応募・完全招待制
ジャンプフェスタ2025
- 開催日：2024年12月21日（土）・ 22日（日）

※事前応募・完全招待制
ジャンプフェスタ2026
- 開催予定日：2025年12月20日（土）・ 21日（日）

## 主な参加企業
出展している企業のブースを総じて「メーカーブース」としている。

### 近年参加している主な企業
- アニプレックス - BLEACH／銀魂／NARUTO -ナルト- 疾風伝／D.Gray-manなどのDVDやCDの販売
- エンスカイ - 銀魂／家庭教師ヒットマンREBORN!などのグッズ販売
- コスパ - 銀魂／家庭教師ヒットマンREBORN!などのグッズ販売
- コナミデジタルエンタテインメント - 遊☆戯☆王やテニスの王子様などのゲームの紹介
- スクウェア・エニックス - 新作ゲームの紹介
- セガ - 新作ゲームの紹介／過去にはBLEACHのゲームタイトルも出展していた
- ソニー・ミュージックエンタテインメント - アニプレックスと合同出展
- タカラトミー - NARUTO -ナルト- 疾風伝／家庭教師ヒットマンREBORN!などの新作ゲームの紹介
- タカラトミーアーツ - SKET DANCE／家庭教師ヒットマンREBORN!／べるぜバブなどのグッズの販売
- 東映アニメーション - ONE PIECE／DRAGON BALL／トリコなどのアニメ紹介
- バンダイ - ONE PIECE／DRAGON BALL／NARUTO -ナルト- 疾風伝／BLEACH／銀魂／トリコなどのカードゲーム紹介やグッズの販売
- バンダイナムコエンターテインメント - DRAGON BALL／NARUTO -ナルト- 疾風伝／ONE PIECEなどの新作ゲームの紹介
- バンダイナムコフィルムワークス - テニスの王子様／テガミバチ／ギャグマンガ日和などのDVD販売
- バンプレスト - DRAGON BALL／ONE PIECEなどのクレーンゲーム
- ぴえろ - NARUTO -ナルト- 疾風伝／BLEACH／テガミバチなどのアニメ紹介
- ブロッコリー - 家庭教師ヒットマンREBORN!／銀魂などのグッズ販売
- ポケモン - ポケットモンスター最新ゲームの紹介
- マーベラス - 家庭教師ヒットマンREBORN!のゲーム紹介やDVD販売
- ムービック - アニメイト出展（ジャンプのキャラクターグッズ全般の販売）
- ufotable - 鬼滅の刃などのグッズの販売

### 過去に参加したことのある主な企業
- アトラス
- カプコン
- コーエーテクモゲームス
- ショウワノート
- ソニー・コンピュータエンタテインメント
- トヨタ自動車
- 20世紀フォックス
- 任天堂
- ハドソン
- 本田技研工業
- 森永製菓

## 関連イベント

### アニメツアー
ジャンプフェスタに関連し、秋ごろ（9月 - 11月ごろ）に全国各地を巡回して開催されていた招待制のアニメ上映イベント。テレビアニメ化される前のパイロットフィルムとして製作された作品も多い。開催年度によってツアー名が異なる。
1985年開催「ジャンプ・スペシャルアニメ・大行進」
全国22都市で行われた。
- きまぐれオレンジ☆ロード
- こちら葛飾区亀有公園前派出所

1988年開催「ジャンプ・アニメ・カーニバル」
『週刊少年ジャンプ』20周年記念。全国30都市で行われた。
- 小助さま力丸さま -コンペイ島の竜-

1994年開催「ジャンプ・スーパー・アニメツアー'94」
- NINKU -忍空- ナイフの墓標
- キャプテン翼 最大の敵! オランダユース

1998年開催「ジャンプ・スーパー・アニメツアー'98」
『週刊少年ジャンプ』30周年記念。全国25都市で行われた。
- ONE PIECE 倒せ!海賊ギャンザック
- HUNTER×HUNTER
- 世紀末リーダー伝たけし!

2002年開催「ジャンプ・スーパーアニメツアー2002」
- ヒカルの碁 特別編・裁きの一局!いにしえの華よ咲け!!
- ギャグマンガ日和
- テニスの王子様 A DAY OF SURVIVAL MOUNTAIN 〜恐怖の強化トレーニング〜

2003年開催「ジャンプ・スーパーアニメツアー2003」
- NARUTO -ナルト- 紅き四つ葉のクローバーを探せ
- テニスの王子様 THE BAND OF PRINCES FILM KICK THE FUTURE!

2004年開催「ジャンプフェスタ・アニメツアー'04」
2004年9月23日から11月21日まで、全国5都市を巡回して開催された。
- NARUTO -ナルト- 滝隠れの死闘 オレが英雄だってばよ！
- アイシールド21 幻のゴールデンボウル
- いちご100% 恋が始まる!? 撮影合宿 〜ゆれるココロが東へ西へ〜
- BLEACH memories in the rain
- 陰陽大戦記 パイロット映像

2005年開催「ジャンプフェスタ・アニメツアー'05」
2005年9 - 10月に全国5会場で行われた。
- アイシールド21 クリスマスボウルへの道〜南の島で特訓だ！YA-HA-!〜
- BLEACH The Sealed Sword Frenzy
- 銀魂〜何事も最初が肝心なので多少背伸びするくらいが丁度よい〜

2008年開催「ジャンプ・スーパーアニメツアー 〜ジャンプヒーロー大集結！〜」
『週刊少年ジャンプ』の創刊40周年を記念し、2008年9月21日から11月23日まで、全国10都市を巡回して開催された。同イベントでは、鳥山明が原案を担当した『ドラゴンボール』の新エピソードなどが上映された。
- ピューと吹く!ジャガー〜上映前注意〜
- BLEACH カラブリ！護廷十三屋台大作戦！
- 遊☆戯☆王5D's 進化する決闘! スターダストVSレッド・デーモンズ
- DRAGON BALL オッス!帰ってきた孫悟空と仲間たち!!
- BLUE DRAGON〜天界の七竜〜 -クライマックス予告編-
- テガミバチ〜光と青の幻想夜話〜
- 劇場版銀魂予告〜白夜叉降誕〜
- ONE PIECE ロマンス ドーン ストーリー

2009年開催「ジャンプ・スーパーアニメツアー2009」
2009年10月12日 - 11月29日の期間、全国5都市で行われた。
- テガミバチ 上映前注意
- 家庭教師ヒットマンREBORN! ボンゴレファミリー総登場! ボンゴレ式修学旅行、来る!!
- トリコ
- NARUTO -ナルト- THE CROSS ROADS
- 10thアニバーサリー 劇場版 遊☆戯☆王 〜超融合!時空を越えた絆〜 予告映像
- ONE PIECE FILM STRONG WORLD 予告映像

2010年開催「ジャンプスーパーアニメツアー2010」
2010年10月23日から11月21日まで、全国5都市を巡回して開催された。
- べるぜバブ 拾った赤ちゃんは大魔王!?
- BLEACH
- SKET DANCEアニメ化告知CM
- テガミバチ REVERSE
- レベルEアニメ化告知CM
- ぬらりひょんの孫 激闘 大フットサル大会!奴良組Wカップ!!
- トリコ バーバリアンアイビーを捕獲せよ!

2013年開催「ジャンプ・スーパーアニメツアー2013」
2013年10月6日 - 11月24日の期間、全国5都市で開催された。
- ニセコイ
- 暗殺教室
- 黒子のバスケ バカじゃ勝てないのよ!
- NARUTO -ナルト- 疾風伝 サニー・サイド・バトル!!!

### その他
- Vフェス'96で上演された『クロノトリガー』については、製作会社であるプロダクション・アイジーが当初、クロノが主人公にすると予定されていたが、諸事情によりファンタジー路線からギャグ路線へと作風に替わっている。これに伴い、タイトルも「クロノトリガー〜冒険の始まり〜」から「時空冒険ヌウマモンジャー」に変更された。
- Vフェス'97で上演された『貯金戦士キャッシュマン』は当初、草尾毅がキャッシュマン役で出演される予定であったが、諸事情で山寺宏一に変更されていた。

### 全国横断ジャンプスーパーイラスト展
2011年10月12日以降、東京以外の9都市（札幌市、仙台市、新潟市、静岡市、名古屋市、大阪市、広島市、高松市、北九州市小倉）で開催されたイラスト展。WJ・Vジャンプ・ジャンプSQ.・ジャンプSQ.19・最強ジャンプの連載作家陣のカラーイラストを無料で見られる。